# Birgitta Trotzig
Astri Birgitta Trotzig (født Kjellén, 11. september 1929 i Göteborg, død 14. maj 2011 i Lund) var en svensk forfatter og kritiker som sad på stol nummer 6 i Svenska Akademien i årene fra 1993 til 2011. Hun voksede op i Kristianstad.

## Biografi
Trotzig var datter af lektor Oscar Kjellén og hustru adjunkt Astri Kjellén, født Rodhe. Faderen var søn af folkeskolelærer Alfred Kjellén fra Skepperstad og moderen datter til læge Einar Rodhe. Forældrene blev gift i 1928 da faderen arbejdede på sin doktorafhandling mens han underviste ved latinlærerværket i Göteborg. Familien flyttede til Kristianstad i 1937, hvor begge forældrene underviste i fransk og engelsk.
Trotzig studerede litteratur- og kunsthistorie ved Göteborg Universitet, hvor hendes forældre havde læst før hende. Efter studentereksamen i 1948 giftede hun sig med Ulf Trotzig året derpå. Da hun debuterede i 1951 gjorde hun det under navnet Birgitta Trotzig, hvilket skete med novellesamlingen "Ur de älskandes liv". Fire år senere konverterede hun til katolicismen. Hun har arbejdet for både BLM og Aftonbladet.
Trotzig var bosat i Frankrig i årene fra 1955 til 1972, og var leder for Samfundet De Nio i årene fra 1967 til 1993. Hun blev valgt til Svenska Akademien i 1993 som Per Olof Sundmans efterfølger.
Trotzig modtog Aftonbladets litteraturpris i 1961, og i 1966 tildeltes hun Frödingstipendiet.

## Forfatterskab
Trotzigs sprog er stærkt drevet og særegent, ofte dystert og svært tilgængeligt, men med en skarphed, som trænger dybt ind i de læsere, der er modtagelige for hendes prosa. Det centrale tema i hendes bøger er skyld og frigørelse, ofte med en kristen klangbund, samt balancegang mellem etik og æstetik.
Trotzigs bøger omfatter romanen Dykungens datter fra 1985, hvor hun har taget titel og emne fra H.C. Andersen. Bogen handler om det uønskede barn, der er både en lysfigur og genfærd, og om hendes og moderens livslange lidelseshistorie. Hun har også skrevet prosadigtsamlinger.

## Priser og udmærkelser
- Svenska Dagbladets litteraturpris (1957)
- Aftonbladets litteraturpris (1961)
- De Nios stora pris (1963)
- Gustaf Fröding-stipendiet (1966)
- Litteraturfrämjandets stora romanpris (1967)
- Sixten Heymans pris (1968)
- Litteraturfrämjandets stora pris (1970)
- Doblougska priset (1970)
- Aniara-priset (1981)
- Stiftelsen Selma Lagerlöfs litteraturpris (1984)
- Pilotpriset (1985)
- Gerard Bonniers pris (1988)
- Kellgrenpriset (1991)
- Övralidspriset (1997)
- Ivar Lo-Johanssons personliga pris (2000)
- Litteris et Artibus (2004)
- Sveriges Radios Lyrikpris (2007)